# Шайбле Олександр Якович
Шайбле Олександр Якович (* 18 січня 1878, Аккерманський повіт  — † грудень 1919, Одеса) — український військовий діяч, генерал-хорунжий.

## Життєпис
Олександр Шайбле народився 18 січня 1878 року в Аккермані у лютеранській родині німецьких колоністів, які перебралися до Причорномор’я з Ельзасу (нині регіон Франції, що межує з Німеччиною). За іншою інформацією, народився в селі Кльостіц Аккерманського повіту (нині село Весела Долина Болградського району).
За походженням німець. Початкову освіту здобув у Кишинівському реальному училищі.

### Служба в російській армії
На військовій службі з 22 вересня 1898 року. 1900 року закінчив Київське піхотне училище у званні підпоручника та був направлений для проходження служби у Другий піхотний Софіївський полк.
Після навчання у Миколаївській академії Генерального штабу (1907) Шайбле призначали на посади старшого ад'ютанта штабу 8-ї Сибірської стрілецької дивізії, старшим офіцером для доручень штабу 3-го Сибірського армійського корпусу.
Напередодні Першої світової війни 1914—1918 — старший ад'ютант штабу Іркутського військового округу, підполковник (1913). У роки Першої світової війни — на Південно-Західному фронті, начальник штабу 602-ї піхотної дивізії, полковник (1915).

### На службі Україні
Після утворення Української Центральної Ради і проголошення незалежності УНР зголосився до української армії. У лютому-квітні 1918 року — старшина Головного управління Генерального штабу УНР.
За Гетьманату — член Військово-наукового комітету, комісії з утворення військових шкіл і академій України.
З квітня 1919 року — начальник Головного управління Генерального штабу УНР, один з авторів Закону про старшинські ранги (схвалений у червні 1918 року Радою Міністрів Української Держави). За ініціативою Шайбле відновлено скасовані Центральною Радою і Директорією УНР старшинські ранги, зокрема введені звання генералів. У дивізіях створено атестаційні комісії, на які покладено розгляд питань про підвищення старшин у ранзі.
1919 року входив до складу Ставки Головного Отамана, другого квартирмейстерства Генерального штабу армії УНР.
В листопаді 1919 року приїхав до Одеси, де захворів тифом та помер у лікарні. 23 грудня 1919 року похований на військовій ділянці Нового цвинтаря.

## Пам'ять
Одна з вулиць у м. Білгород-Дністровський носить ім'я Олександра Шайбле.